# Heinrich Berges

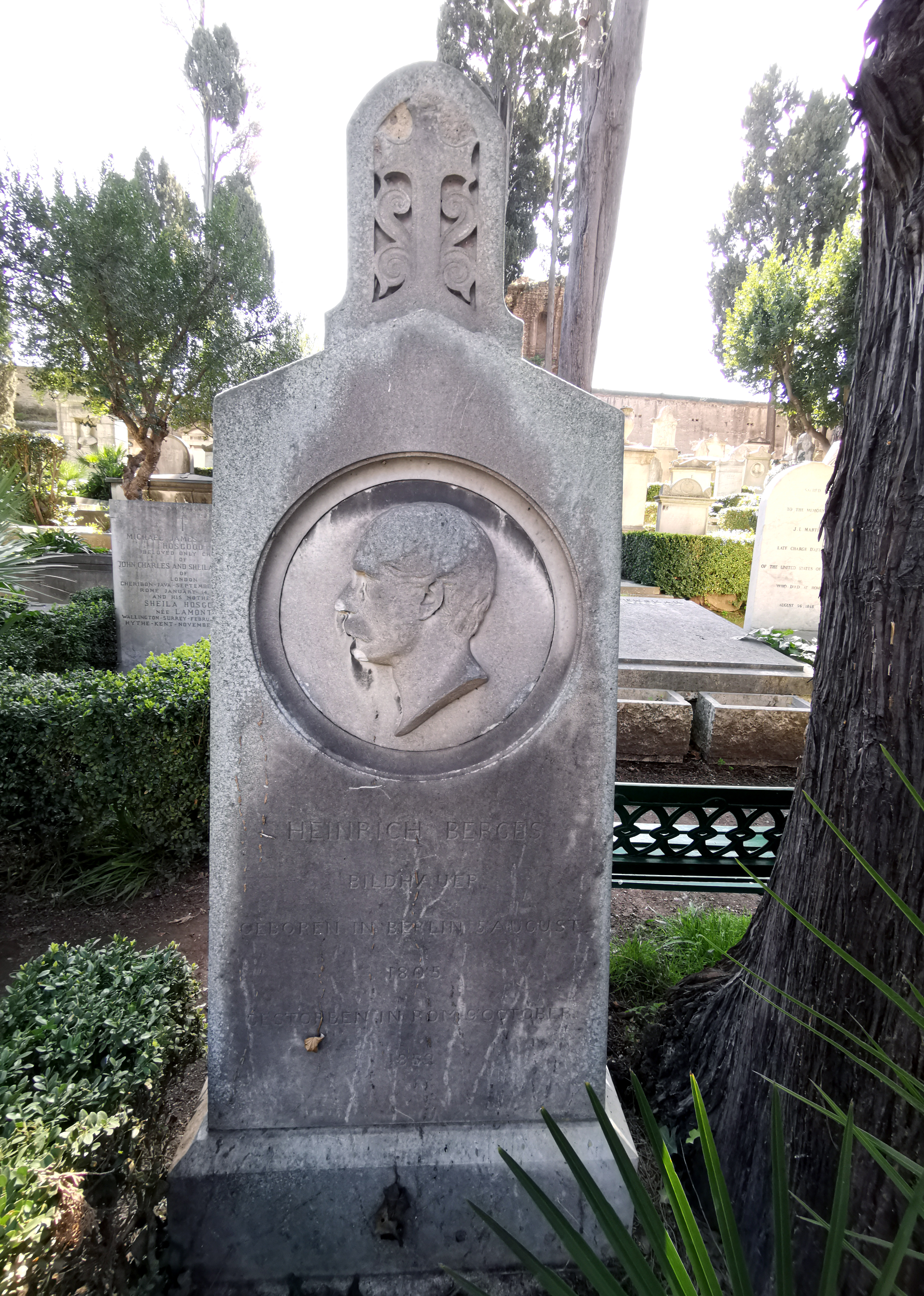
Grab auf dem Nichtkatholischen (Protestantischen) Friedhof Rom

Heinrich Wilhelm Berges (* 2. August 1805 in Berlin; † 9. Oktober 1852 in Rom) war ein deutscher Bildhauer.

## Leben
Heinrich Berges war von 1819 bis 1820 Schüler der Zeichenklasse an der Königlich Preussischen Akademie der Künste in Berlin und im Atelier des Bildhauers Christian Daniel Rauch, bei dem er bis zu seinem Tod 1852 mitarbeitete. Zusammen mit August Kiss und Albert Wolff reiste er 1843 zu Bertel Thorvaldsen nach Kopenhagen. Im Jahr 1849 wurde Berges Mitglied der Berliner Kunstakademie. Auf einer Reise nach Rom verstarb er dort am 9. Oktober 1852.

## Werke

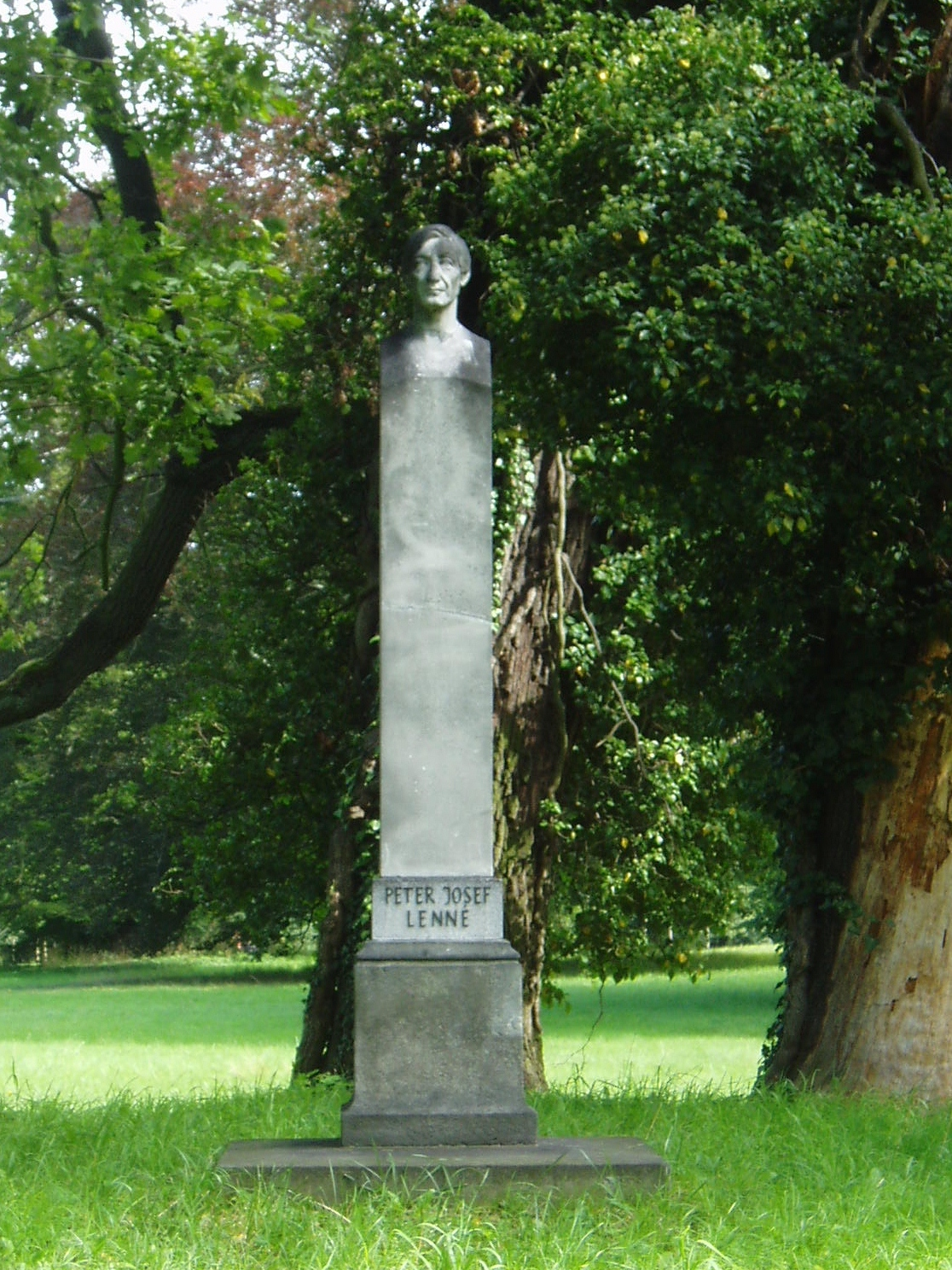
Porträtherme Peter Joseph Lenné im Park Sanssouci

- Beteiligung an den allegorischen Statuen am Neuen Museum (Nord- und Südrisalit) in Berlin
- 1834 Knabe mit Vogel, im Raffael-Saal, Orangerieschloss, Potsdam
- 1839 und 1842 auf der Berliner Kunstausstellung der Königlichen Akademie der Künste gezeigte Figur Mädchen mit Papagei. Vergoldeter Zinkguss, dreifach ausgeführt von Siméon Pierre Devaranne: jeweils auf einer weißblauen Glassäule im Marlygarten des Potsdamer Parks Sanssouci, auf der Roseninsel im Starnberger See und auf der Zarininsel im Kolonistskiy Park (Колонистский парк) in Peterhof
- um 1840 Knabe mit Vogel. Bis 1929 auf der Pergola des Schlosses Charlottenhof, Park Sanssouci, Potsdam. Vermutlich nicht mehr erhalten
- 1842 Knabe als Togiatus. Ergänzte Kopie nach einem Torso aus dem  1. Jahrhundert n. Ch., Römische Bäder, Park Sanssouci, Potsdam
- 1843 Kopie des Merkur von Jean-Baptiste Pigalle, 1739. An der Großen Fontäne im Park Sanssouci, Potsdam
- 1846 Sitzstatue der Agrippina d. J. Marmorkopie im Vestibül des Schlosses Sanssouci, Potsdam. Original aus dem 1. Jahrhundert im Nationalmuseum Neapel
- 1847 Porträtherme Peter Joseph Lenné von Christian Daniel Rauch. Ausgeführt von Berges. Parkteil Hopfengarten im Park Sanssouci, Potsdam
- 1850 Die Erwartung, im Raffael-Saal, Orangerieschloss
- 1852 Bacchus, den Amor das Trinken lehrend, im Raffael-Saal